# Libice nad Cidlinou
Libice nad Cidlinou (deutsch: Libitz an der Cidlina) ist eine Gemeinde in Tschechien. Sie liegt fünf Kilometer südöstlich von Poděbrady und gehört zum Okres Nymburk.

## Geschichte

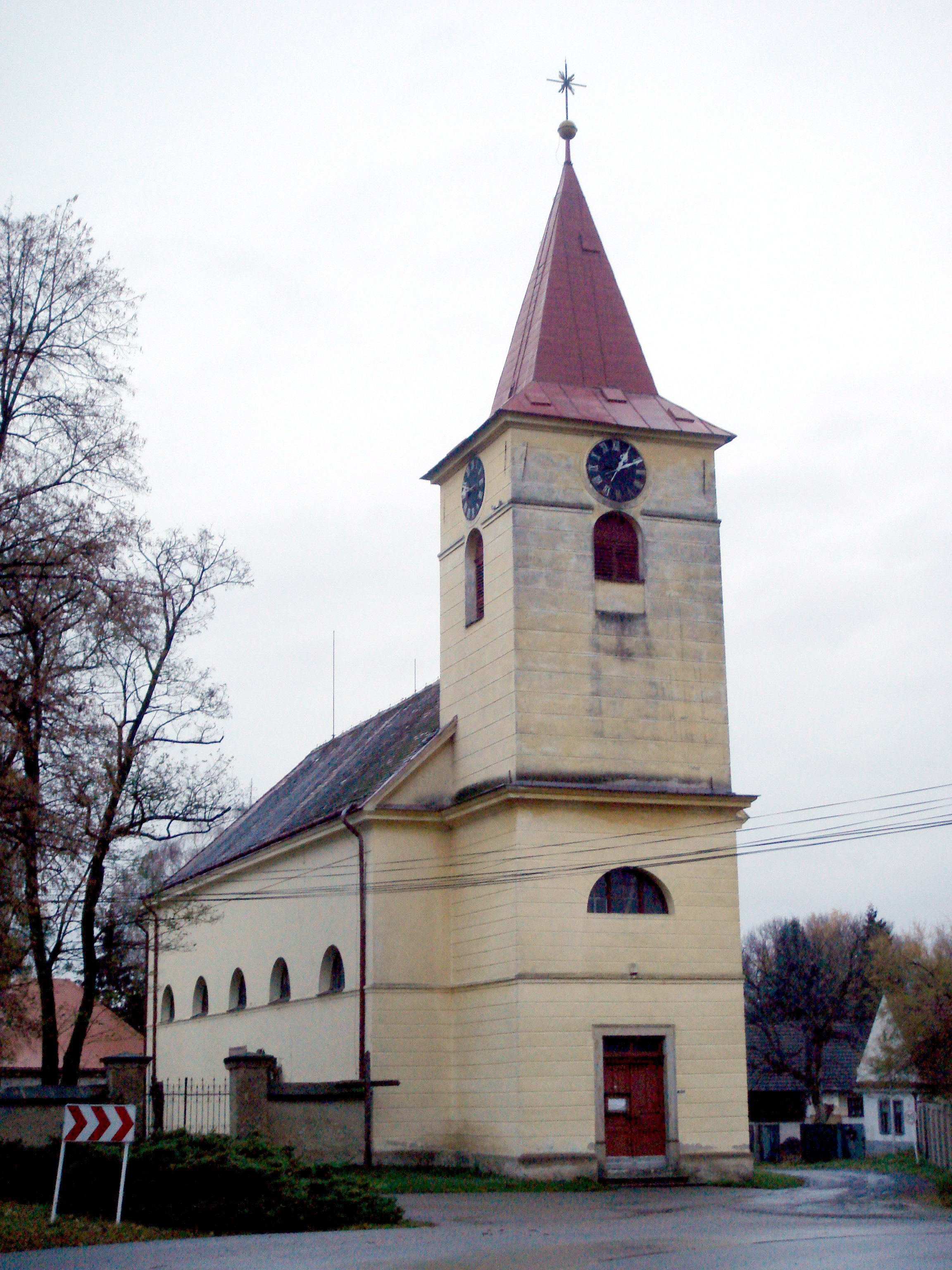
Die St.-Adalbert-Kirche

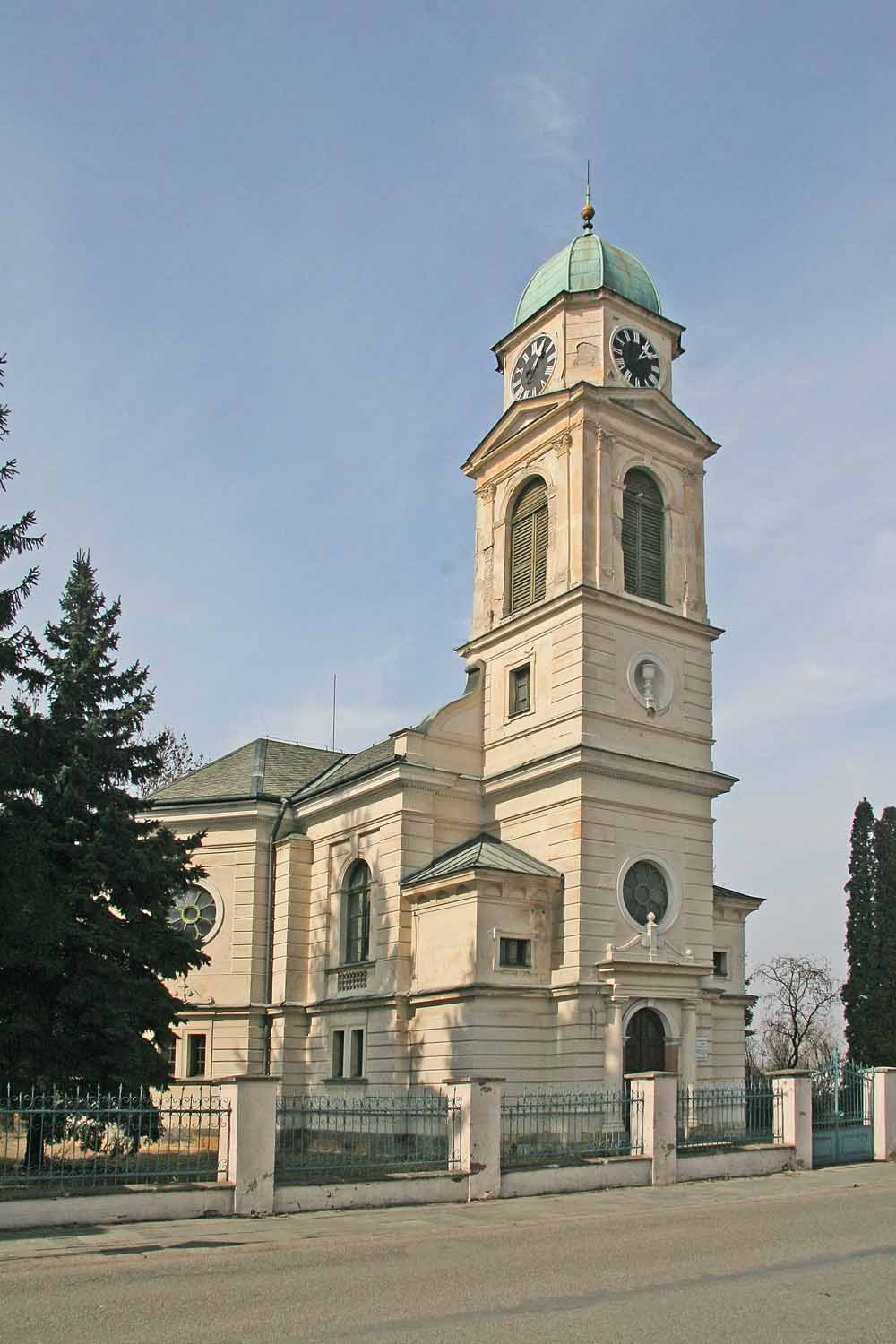
Die Evangelische Kirche

Libice liegt an der Flussmündung der Cidlina in die Elbe. Nach archäologischen Ausgrabungen wird angenommen, dass Ende des 8. Jahrhunderts an den zwei Flussterrassen ein Burgwall entstand und die Burgstätte nachfolgend mehrfach verändert wurde. Nach 950 diente sie als Residenz der Slavnikiden, die seit 980 eigene Münzen in Libice prägen ließen. Da die Slavnikiden mit den Přemysliden um politischen Einfluss und damit um die Vorherrschaft in Böhmen rangen, wurden sie 995 in Libice von přemyslidischen Anhängern gewaltsam ausgerottet.
1108 ließ der Přemyslide Svatopluk II. in Libice Angehörige der Wrschowetz ermorden.
Im 13. Jahrhundert gehörte Libice als ein untertäniges Dorf dem Georgskloster auf der Prager Burg. In den nachfolgenden Jahrhunderten wechselten die Besitzer häufig. Unter ihnen waren der böhmische König Georg von Podiebrad und dessen Sohn Heinrich d. J. von Münsterberg.
1850 wurde Libice selbständige Gemeinde. 1872 erhielt es Eisenbahnanschluss mit einer Haltestelle, die 1896 zu einem Bahnhof ausgebaut wurde. 1885 wurde ein neues Schulgebäude errichtet. Mit der Ansiedlung kleinerer Industriebetriebe begann ein wirtschaftlicher Aufschwung. Dadurch nahm auch die Einwohnerzahl zu. Im Jahre 1827 waren es 487, im Jahre 1900 953 Einwohner.

## Sehenswürdigkeiten
- Die St.-Adalbert-Kirche wurde 1832 nach einer Feuersbrunst im Stil der Neurenaissance wiedererrichtet. Das gotische Presbyterium soll aus der slavnikidischen Zeit stammen.
- Die Evangelische Kirche wurde 1894 durch den Kolíner Architekten Čeněk Křička errichtet.